# Фінал Кубка Футбольної ліги 1976
Фінал Кубка Футбольної ліги 1976 — фінальний матч розіграшу Кубка Футбольної ліги 1975—1976, 16-го розіграшу Кубка Футбольної ліги. У матчі, що відбувся 28 лютого 1976 року на стадіоні «Вемблі», зіграли «Манчестер Сіті» та «Ньюкасл Юнайтед».
| Володар Кубка Футбольної ліги 1976 |
| ---------------------------------- |
|                                    |
| «Манчестер Сіті» 2-й титул         |

## Шлях до фіналу
| Манчестер Сіті    | Манчестер Сіті                                                             | Раунд                           | Ньюкасл Юнайтед      | Ньюкасл Юнайтед                         |
| ----------------- | -------------------------------------------------------------------------- | ------------------------------- | -------------------- | --------------------------------------- |
| Суперник          | Результат                                                                  | Кубок Футбольної ліги 1975—1976 | Суперник             | Результат                               |
| Норвіч Сіті       | 1-1 на виїзді, 2-2 (дч) вдома (перегравання), 6-1 на виїзді (перегравання) | Другий раунд                    | Саутпорт             | 6-0 вдома                               |
| Ноттінгем Форест  | 2-1 вдома                                                                  | 1/16 фіналу                     | Бристоль Роверз      | 1-1 на виїзді, 2-0 вдома (перегравання) |
| Манчестер Юнайтед | 4-0 вдома                                                                  | 1/8 фіналу                      | Квінз Парк Рейнджерс | 3-1 на виїзді                           |
| Менсфілд Таун     | 4-2 вдома                                                                  | 1/4 фіналу                      | Ноттс Каунті         | 1-0 вдома                               |
| Мідлсбро          | 0-1 на виїзді, 4-0 вдома                                                   | 1/2 фіналу                      | Тоттенгем Готспур    | 0-1 на виїзді, 3-1 вдома                |

## Матч

### Деталі
| 28 лютого 1976 |

| Манчестер Сіті      | 2:1 | Ньюкасл Юнайтед |
| ------------------- | --- | --------------- |
| Барнс 11' Тюарт 46' |     | Гоулінг 35'     |

| Вемблі, Лондон Глядачів: 100 000 Арбітр: Джек Тейлор |

|                  |  |                |  |
|                  |  |                |  |
| В                |  | Джо Корріган   |  |
| З                |  | Гед Кіган      |  |
| З                |  | Віллі Донахі   |  |
| З                |  | Девід Вотсон   |  |
| З                |  | Томмі Бут      |  |
| ПЗ               |  | Алан Оукс      |  |
| ПЗ               |  | Пітер Барнс    |  |
| ПЗ               |  | Майк Дойл (к)  |  |
| ПЗ               |  | Аса Гартфорд   |  |
| Н                |  | Джо Ройл       |  |
| Н                |  | Денніс Тюарт   |  |
| Запасні:         |  |                |  |
| З                |  | Кенні Клементс |  |
| Головний тренер: |  |                |  |
| Тоні Бук         |  |                |  |

|                  |  |                     |  |
|                  |  |                     |  |
| В                |  | Майк Магоні         |  |
| З                |  | Ірвін Наттрасс      |  |
| З                |  | Алан Кеннеді        |  |
| З                |  | Гленн Кілі          |  |
| З                |  | Пет Горвард         |  |
| ПЗ               |  | Стюарт Барроуклау   |  |
| ПЗ               |  | Томмі Кассіді       |  |
| ПЗ               |  | Томмі Крейг (к)     |  |
| Н                |  | Мікі Бернс          |  |
| Н                |  | Малкольм Макдональд |  |
| Н                |  | Алан Гоулінг        |  |
| Запасні:         |  |                     |  |
| Н                |  | Пол Кеннелл         |  |
| Головний тренер: |  |                     |  |
| Гордон Лі        |  |                     |  |